# Estampie
Altfranzösisch Estampie und altokzitanisch estampida (mit Varianten estempida, stampida) war der Name einer bei den Trouvères und Trobadors seit der zweiten Hälfte des 12. Jahrhunderts verbreiteten höfischen Gattung des Tanzliedes sowie verwandter rein instrumentaler Stücke und wurde in Traktaten des 14./15. Jahrhunderts gelegentlich auch für eine Musikgattung ohne Bezug zu diesen mittelalterlichen Estampien gebraucht, die etwa von Spielleuten vorgetragen wurde.
Der Name leitet sich her von gotisch stampjan, „stampfen“, bedeutet also vermutlich „Stampflied“, „Stampftanz“, und fand in der Folgezeit als italienisch stampita, istampita oder istanpitta, deutsch stampenie oder stampania, niederländisch stampenie sowie englisch stamp oder staump auch in weiteren Ländern Europas Verbreitung, während die im Mittellateinischen begegnende Form stantipes in der Wortbildung unklar ist und offenbar aus „stare“ (stehen) und „pes“ (Fuß) zusammengesetzt ist. In der Neuzeit hat sich die französische Form „Estampie“ (mit dem Plural „Estampies“ oder eingedeutscht „Estampien“) als der übliche Name durchgesetzt, mit dem in der Musik- und Literaturgeschichte nicht nur speziell die nordfranzösische, sondern allgemein die mittelalterliche Estampie bezeichnet wird.
Die Estampie als mittelalterliches Tanzlied ist ein mehrstrophiges Lied, charakterisiert durch einen heterometrischen Wechsel langer und kurzer Verse innerhalb der einzelnen Strophe. Der Strophenbau selber variiert ebenfalls von Strophe zu Strophe (ungleichstrophiger Bau), so zumindest bei den altfranzösischen Trouvères, weshalb man an Herleitung aus der lateinischen Sequenz gedacht hat, während der Strophenbau bei den altokzitanischen Trobadors auch gleich bleiben kann (gleichstrophiger Bau).
Die Chronologie und Überlieferung der 6 altokzitanischen und 19 altfranzösischen Estampien erlaubt keine ganz eindeutige Schlussfolgerung, ob das Genre zuerst bei den Trouvères oder bei den Trobadors aufkam, doch neigt die Forschung in der Mehrheit mit F. Gennrich der Annahme französischer Herkunft zu.
Das bekannteste okzitanische Exemplar der Gattung, Kalendas maias von Raimbaut de Vaqueiras, ein im Schlussvers als „estampida“ bezeichnetes, sechstrophiges (gleichstrophiges) Lied, zu dem auch eine Melodie überliefert ist, wurde nachträglich mit einer Razo versehen, die die Entstehung dieses Liedes mit anekdotischer Ausschmückung, aber im Kern plausibel erzählt. Demnach verfasste Raimbaut das Lied am italienischen Hof des Markgrafen Bonifatius I. von Montferrat († 1207), nachdem er dort zuvor zwei zugereiste Spielleute aus Frankreich eine Estampie auf der Fidel vortragen hörte („dos joglars de Franza ... violaven una stampida“). Das muss nicht zwingend auch etwas über die Entstehung der Gattung oder die Richtung ihres innerromanischen Transfers besagen, entspricht aber dem vorherrschenden Eindruck der Forschung, dass die Estampie ihre trobadoresken Züge erst sekundär, durch Adaption nordfranzösischer Vorbilder, gewann.